# 白馬村図書館
白馬村図書館（はくばむらとしょかん）は、長野県北安曇郡白馬村の公共図書館。

## 沿革
図書館は、1909年（明治42年）1月12日に創立。はじめに北城小学校内に図書館が置かれ、青年だけでなく村民に一般開放された。1917年（大正6年）には、図書購入費が81円、蔵書886冊であった。当時図書館の整理や運営は学校職員が行っていた。1956年（昭和31年）白馬村公民館が発足後、神城支所内の図書室に全て寄贈された。後に公民館が役場内に移動し、国道沿いの旧役場庁舎、現役場の2階東食堂、隣接の多目的施設、さらに新築されたふれあいセンターと数か所移り変わった。そして1998年（平成10年）10月8日、旧大町地方法務局白馬支局の建物を後継利用する形で開設し現在に至っている。

## 白馬村図書館基本計画
2016年12月、「白馬村第5次総合計画」において「一人ひとりが成長し活躍できる村」に示されている「学びあい育てあう村づくり」のなかで、幅広い年代において、生きがいづくりや生活の質の向上のために学び続けることができる環境づくりを推進していく為に、「知」の拠点となる図書館施設の整備を計画している。翌年2017年7月に白馬村図書館施設検討委員会を設置。様々な組織やグループを対象にしたワークショップを実施、2022年〜2023年開館を目指している。

## サービス
2017年10月1日から、北アルプス連携自立圏で連携する大町市立大町図書館、池田町図書館、松川村図書館、小谷村図書館の図書館でも本の貸出・返却ができるようになった。